# The Hunt
The Hunt – szósty album studyjny szwedzkiego zespołu muzycznego Grand Magus. Wydawnictwo ukazało się 25 maja 2012 roku nakładem wytwórni muzycznej Nuclear Blast. Nagrania zostały zarejestrowane w Studio Wahnsinn i The Sweetspot Studio. Płyta został wyprodukowana przez Nico Elgstranda, muzyka znanego m.in. z występów w zespole Entombed.

## Lista utworów
Opracowano na podstawie materiału źródłowego.
| Nr  | Tytuł utworu                                                     | Długość |
| --- | ---------------------------------------------------------------- | ------- |
| 1.  | „Starlight Slaughter”                                            | 04:19   |
| 2.  | „Sword of the Ocean”                                             | 04:28   |
| 3.  | „Valhalla Rising”                                                | 04:51   |
| 4.  | „Storm King”                                                     | 04:23   |
| 5.  | „Silver Moon”                                                    | 04:43   |
| 6.  | „The Hunt”                                                       | 05:24   |
| 7.  | „Son of the Last Breath Part I: Nattfödd Part II: Vedergällning” | 06:49   |
| 8.  | „Iron Hand”                                                      | 03:44   |
| 9.  | „Draksådd”                                                       | 05:48   |
| 10. | „Silver Moon” (demo)                                             | 04:37   |
| 11. | „Storm King” (demo)                                              | 03:58   |
| 12. | „Sword of the Ocean” (demo)                                      | 04:15   |
|     |                                                                  | 57:19   |

## Twórcy
Opracowano na podstawie materiału źródłowego.
| Zespół Grand Magus w składzie - Mats "Fox Skinner" Heden – gitara basowa, wokal wspierający, wiolonczela - Janne "JB" Christoffersson – gitara, wokal prowadzący - Ludwig Witt – perkusja - Sebastian "Seb" Sippola – perkusja (10-12) |  | Inni - Nico Elgstrand – gitara akustyczna, realizacja nagrań, produkcja muzyczna, miksowanie - Arik Moonhawk Roper, Florian Karg – oprawa graficzna - Ryan Smith – mastering - Katarina Carlsson – zdjęcia - Richard Bengtsson – realizacja nagrań |

## Listy sprzedaży
| Lista                | Kraj       | Pozycja |
| -------------------- | ---------- | ------- |
| Ö3 Austria Top 40    | Austria    | 68      |
| Schweizer Hitparade  | Szwajcaria | 76      |
| Media Control Charts | Niemcy     | 42      |
| Sverigetopplistan    | Szwecja    | 49      |